# Bronisław Wandycz
Bronisław Wandycz (ur. 18 listopada 1897 we Lwowie, zm. 9 listopada 1944 w Mauthausen-Gusen) – major piechoty Wojska Polskiego, kawaler Orderu Virtuti Militari.

## Życiorys

### Dzieciństwo i młodość
Urodził się 18 listopada 1897 we Lwowie jako drugi syn Franciszka i Józefy z domu Harhala. W latach 1908–1914 był uczniem Cesarsko-Królewskiego Gimnazjum we Lwowie, gdzie przez 2 lata służył w Harcerstwie Narodowym.
W Rozprzy k. Piotrkowa, rozkazem Komendy Legionów Polskich w dniu 27 lipca 1915 roku powstał 6 pułk piechoty. Kilkanaście dni później, 15 sierpnia 1915 roku, Bronisław Wandycz rozpoczyna służbę wojskową w II baonie 5 kompanii 6 pułku piechoty Legionów Polskich. Chrzest bojowy przeszedł wraz z pułkiem w Maniewiczach. Wraz z pułkiem przeszedł cały szlak bojowy w tym bitwę pod Kostiuchnówką, Kuklami, i Kamieniuchą.
Podczas ofensywy gen. Aleksieja Brusiłowa został ranny 5 sierpnia 1916 w bitwie pod Kostiuchnówką zwaną również „Polską Górą”. Po wyleczeniu, powrócił do pułku, gdzie przebywał do tzw. kryzysu przysięgowego 28 października 1917 roku, kiedy to 6 pułk piechoty został rozwiązany. Ponieważ posiadał obywatelstwo austriackie, tego samego dnia został wcielony z poboru, wraz z całym II baonem 6 pułku piechoty, do armii austriackiej, do 13 pułku piechoty. Służył tam aż do rozwiązania armii austriackiej. Za udział w walkach pułku został odznaczony austriackim Medalem za Odwagę II klasy.
Po skończeniu działań wojennych, 9 listopada 1918 roku, powrócił do Lwowa, gdzie został schwytany przez Ukraińców i osadzony w areszcie. Po kilkunastu dniach więzienia uciekł z aresztu. 24 listopada 1918 roku wstąpił do 1 pułku Strzelców Lwowskich, do kompanii dowodzonej przez kpt. Bernarda Monda. Następnie z całą kompanią i dowództwem przeniósł się do 5 pułku piechoty Legionów. Brał udział we wszystkich walkach obrony Lwowa. 27 lutego 1919 roku odnalazł dawnego kolegę z harcerstwa Leopolda Kulę i przeniósł się do sławnej wówczas Kompanii Szturmowej por. Jankowskiego–Jasińskiego, do Grupy Operacyjnej dowodzonej przez płk. Leopolda Lisa–Kulę.
Bronisław Wandycz, już jako podchorąży dowódca plutonu, 2 marca 1919 roku, podczas wyprawy na Poryck został ranny i trafił do szpitala w Zamościu. Po powrocie ze szpitala, 26 lipca 1919 roku, został mianowany podporucznikiem na podstawie Dziennika Rozkazów Nr 80/19 i wcielony do 1 pułku piechoty Legionów. Razem z pułkiem w 1919 roku wyzwalał Wilno, walczył na Wileńszczyźnie i Białorusi. Zimą 1920 uczestniczył w walkach o Dyneburg. Na wiosnę brał udział w wyprawie na Kijów. Kontrofensywa sowiecka zmusiła siły polskie do odwrotu. Pułk powstrzymywał m.in. oddziały 1 Armii Konnej Siemiona Budionnego. 15 sierpnia 1920 roku Bronisław Wandycz został przeniesiony do 157 pułku piechoty wielkopolskiej, z którym wyruszył na front bolszewicki, gdzie wziął udział we wszystkich walkach pułku, od Grodna począwszy, aż po Warszawę. Za bitwę pod Kopciówką i kilkudniowe potyczki pod Kalinowem otrzymał kolejny Krzyż Walecznych.

### Dwudziestolecie międzywojenne
Po powrocie do Polski wraz z całym batalionem 28 października 1920 roku został wcielony do 159 pułku piechoty (przemianowanego 5 marca 1921 r. na 74 Górnośląski pułk piechoty) i stacjonował wraz z pułkiem w Lublińcu do 12 października 1926 roku 22 grudnia 1920 roku, za zasługi podczas wojny polsko–bolszewickiej, został awansowany do stopnia porucznika, zgodnie z Dziennikiem Rozkazów nr 49/20. 13 października 1926 roku został przeniesiony do Korpusu Kadetów nr 2 w Chełmnie, gdzie pełnił funkcję dowódcy plutonu.
20 kwietnia 1927 roku został awansowany do stopnia kapitana, następnie przeniesiony ponownie do 74 pułku piechoty, gdzie pełnił funkcję adiutanta pułku i dowódcy kompanii. 12 czerwca 1933 roku ukończył kurs dla kapitanów w Rembertowie w Doświadczalnym Centrum Wyszkolenia Piechoty. Po szkoleniu pozostał w Lublińcu, gdzie pełnił funkcję dowódcy 2 kompanii strzelców aż do 1935 roku, kiedy został przeniesiony do 35 pułku piechoty w Brześciu nad Bugiem wchodzącego w skład 9 Dywizji Piechoty Armii „Pomorze”. W koszarach był sąsiadem i kolegą majora Henryka Sucharskiego, którego później spotykał w oflagu Gross Born. 19 marca 1937 roku został awansowany w Korpusie Oficerów Piechoty na stopień majora ze starszeństwem z dniem 19 marca 1937 roku z lokatą 54.

### II wojna światowa

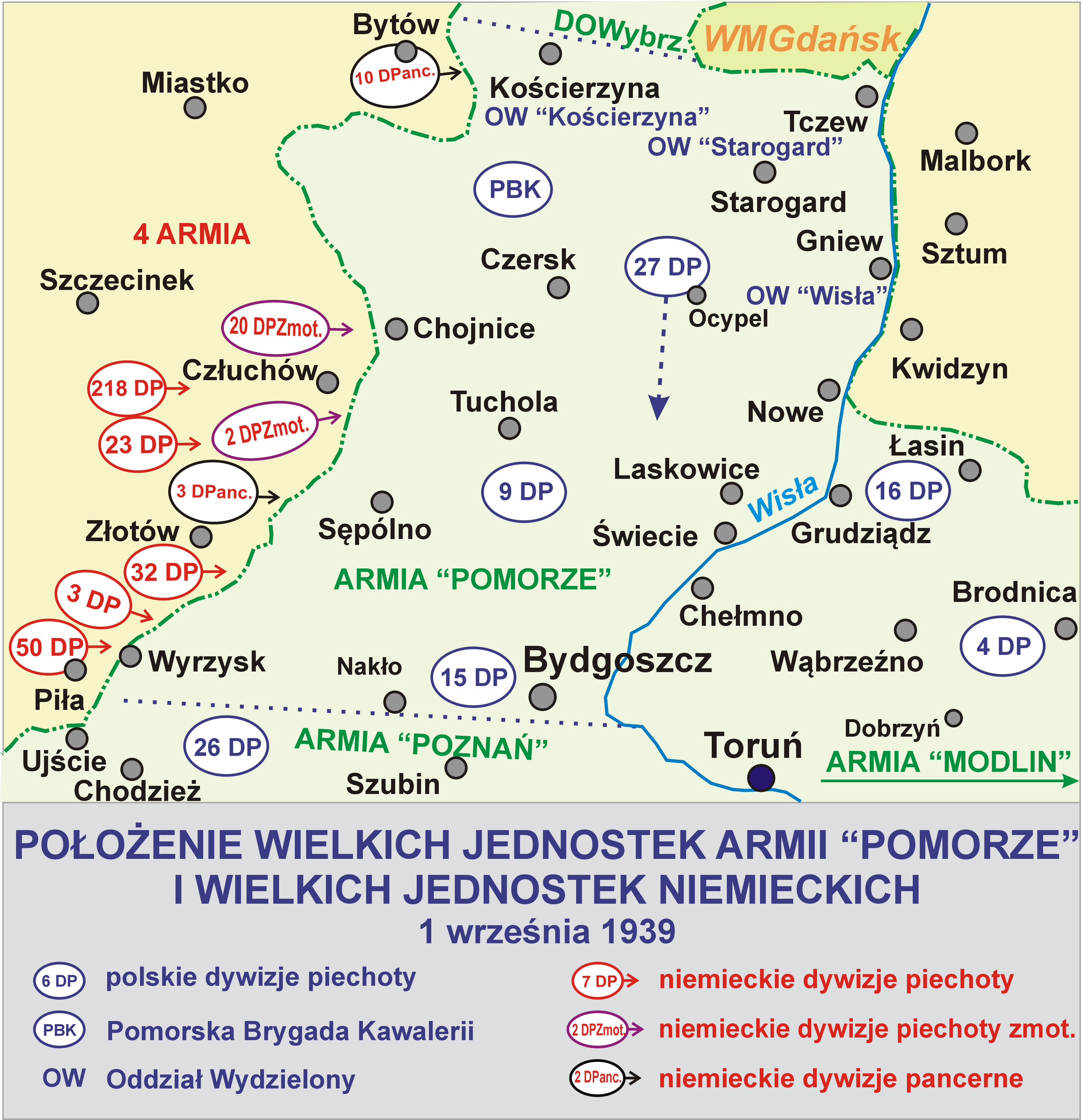
Pozycja 9 Dywizji Piechoty i innych jednostek Armii „Pomorze” we wrześniu 1939 roku

W maju 1939 roku zmobilizowano 9 Dywizję, do której należał 35 pp. Dywizja została przerzucona w maju na Pomorze, do tzw. korytarza, celem przygotowania i zajęcia stanowisk obronnych. Nocą z 31 sierpnia na 1 września 1939 roku oddziały 35 pp zajęły przewidziane dla nich stanowiska obronne. Na północy, na odcinku Żalno, stanął II batalion majora Bronisława Wandycza, wzmocniony plutonem działek przeciwpancernych. 1 września 1939 roku II batalion 35 zniszczył kilka czołgów i powstrzymał atak piechoty nieprzyjaciela, która zaległa na przedpolu.
Wobec groźby odcięcia pułku, w późnych godzinach wieczornych 1 września, II batalion otrzymał rozkaz przejścia na wschodni brzeg Brdy, gdzie obsadzić miał pozycję jezior Cekcyńskich. Zgodnie z rozkazem, nocą z 1 na 2 września, nastąpił wymarsz z zajmowanych pozycji. Szczególnie zacięte walki toczyły się przy stacji kolejowej Klonowo, gdzie zginęło lub zostało rannych wielu żołnierzy. 2 września o godzinie 15:30 oddziały ruszyły do ataku na Klonowo, gdzie II batalion atakował frontalnie wzdłuż drogi. W natarciu uległ zniszczeniu II batalion majora Wandycza, a on sam został ranny i wzięty do niewoli.
Jako jeniec oflagu II C Woldenberg, a następnie oflagu II D Gross-Born, został współtwórcą Polskiej Organizacji Wojskowej „Odra”. Została ona założona w listopadzie 1939 r. przez płk. dypl. Witolda Dzierżykraja–Morawskiego ps. Wallenrod. Podstawę jej działalności stanowiła koncepcja Naczelnego Dowództwa Wojska Polskiego tworzenia konspiracji wśród polskich jeńców wojennych w oflagach i stalagach oraz skupiskach polskich robotników przymusowych. Na czele organizacji stał sztab (szef sztabu – kpt. Henryk Kosiński oraz mjr Wiesław Hołubski, mjr Bronisław Wandycz, por. Eugeniusz Kloc ps. Brzoza). „Odra” liczyła najprawdopodobniej od 850 do 1200 członków i prowadziła przede wszystkim działalność wywiadowczą, taką jak rozpoznanie fortyfikacji i umocnień niemieckich na Pomorzu, ze szczególnym uwzględnieniem Wału Pomorskiego, stacjonowania jednostek wojskowych, rozmieszczenia dróg i linii kolejowych, czy ważnych obiektów militarnych.
W sierpniu 1944 Niemcy wpadli na trop organizacji, a we wrześniu doszło do dekonspiracji i rozbicia POW „Odra” przez Niemców. Cały sztab organizacji – płk dypl. Witold Dzierżykraj–Morawski, mjr Bronisław Wandycz, mjr Zygmunt Hołubski, por. Eugeniusz Kloc, i aspirant Janusz Szajbo – został aresztowany. Gestapo odtransportowało żołnierzy do Piły, następnie do więzienia w Szczecinie, stamtąd do obozu koncentracyjnego w Policach i wreszcie do Mauthausen. Zostali wpisani do ewidencji obozowej jako więźniowie polityczni obozu koncentracyjnego. Major Bronisław Wandycz otrzymał obozowy numer 107501. Po torturach, wraz z pozostałymi osadzonymi, został zamordowany, 9 listopada 1944 roku w krematorium obozowym, strzałem w potylicę.

## Ordery i odznaczenia
- Krzyż Srebrny Orderu Virtuti Militari nr 6438
- Krzyż Niepodległości (6 czerwca 1931)[1]
- Krzyż Walecznych (czterokrotnie, po raz pierwszy w 1921)[2]
- Srebrny Krzyż Zasługi (19 marca 1937)[3]
- Medal Pamiątkowy za Wojnę 1918–1921
- Medal Dziesięciolecia Odzyskanej Niepodległości
- Medal Waleczności II klasy (Austro-Węgry)